# Tân Thục Sơn kiếm hiệp
Tân Thục Sơn kiếm hiệp (tiếng Trung: 新蜀山劍俠) là bộ phim võ hiệp kỳ ảo siêu nhiên của Hồng Kông công chiếu năm 1983 do Từ Khắc đạo diễn và dựa trên cuốn tiểu thuyết tiên hiệp Thục Sơn kiếm hiệp truyện của Hoàn Châu Lâu Chủ. Bộ phim gây tiếng vang vì đã kết hợp các yếu tố của điện ảnh hành động Hồng Kông với công nghệ hiệu ứng đặc biệt do nhóm nghệ sĩ phương Tây bao gồm Robert Blacack cung cấp. Phim này từng đem lại ảnh hưởng cho bộ phim Mỹ năm 1986 mang tên Big Trouble in Little China.
Tân Thục Sơn kiếm hiệp đã nhận được năm đề cử tại Giải thưởng Điện ảnh Hồng Kông lần thứ 3: Biên đạo hành động xuất sắc nhất cho Nguyên Khuê, Nữ diễn viên chính xuất sắc nhất cho Lâm Thanh Hà, Chỉ đạo nghệ thuật xuất sắc nhất cho Trương Thúc Bình, Biên tập phim xuất sắc nhất cho Trương Diệu Tông và Hình ảnh xuất sắc nhất cho Hoàng Trọng Tiêu.

## Cốt truyện
Dưới thời Ngũ Hồ Thập lục quốc, nhiều quốc gia giao chiến ở Thục Sơn, lính trinh sát Địch Minh Kỳ từ Tây Thục tình cờ đi lạc vào khu vực cấm của Huyết Ma và được kiếm tiên phái Nam Hải là Đinh Dẫn cứu thoát. Địch Minh Kỳ cầu xin Đinh Dẫn chọn mình làm đồ đệ với lý do cứu nhân độ thế nhưng bị từ chối. Sau đó, Địch Minh Kỳ gặp được sư đệ của Đinh Dẫn là Hiểu Như với tư cách là trưởng môn phái Côn Luân, và đệ tử Nhất Chân, cùng hợp lực với Trường My đạo nhân, lão tổ phái Nga Mi, hòng trấn áp Huyết Ma, kết quả là Trường My đạo nhân đã sử dụng pháp bảo Kính Hạo Thiên để khuất phục Huyết Ma nhưng rốt cuộc Hiểu Như bị Huyết Ma đoạt lấy thân thể. Bốn người bèn trốn thoát khỏi hang động của Huyết Ma và đến tiên bảo Dao Trì điều trị vết thương, thế rồi nơi đây đã diễn ra một cuộc chiến khốc liệt. Cuối cùng, Đinh Dẫn bị Huyết Ma chiếm hữu thân xác, và Bảo Chủ không còn lựa chọn nào khác ngoài việc đóng băng tiên bảo, chỉ có Nhất Chân, Địch Minh Kỳ và môn đồ tiên bảo là Nhược Lan thoát chết. Cả ba kết thành bạn thân rồi cùng nhau đến Đỉnh Thiên Đao để tìm kiếm tiên Lý Diệc Kỳ, thỉnh cầu vị này xuống núi lấy song kiếm màu tím và xanh lam cứu giúp dân tình đang gặp khổ nạn.

## Diễn viên
- Hồng Kim Bảo vào vai Trường My đạo nhân và tên lính áo đỏ
- Nguyên Bưu vào vai Địch Minh Kỳ
- Trịnh Thiếu Thu vào vai Đinh Dẫn
- Lâm Thanh Hà vào vai Bảo Chủ
- Lý Tái Phụng vào vai Nhược Lan
- Ông Thiến Ngọc vào vai Lý Diệc Kỳ
- Nguyên Khuê vào vai Hộ pháp Ma giáo
- Lưu Tùng Nhân vào vai Hiểu Như
- Mạnh Hải vào vai Nhất Chân
- Từ Thiếu Cường vào vai Thiên Đao lão nhân
- Chung Phát vào vai tướng lĩnh quân áo xanh
- Địch Uy vào vai tướng lĩnh quân áo xanh
- Hạ Quang Lê vào vai Cơ Vô Sương
- Gia Ly vào vai tên lính áo cam
- Phùng Khắc An vào vai Hộ pháp Ma giáo
- Nguyên Vũ vào vai tên lính áo cam
- Tây Qua Bào vào vai người lái đò
- Từ Khắc vào vai tên lính áo xanh
- Jørn Bertram vào vai Đại phu

## Đón nhận
Trong một bài báo trên Fangoria năm 1991 của Tim Paxton và Dave Todarello, Tân Thục Sơn kiếm hiệp được mệnh danh là "một bộ phim tự do đan xen giữa truyền thuyết và thần thoại Trung Quốc với FX đặc biệt của Hollywood và hành động theo kiểu truyện tranh. Đó là chuyến tàu lượn siêu tốc của kung fu, ma thuật, quái vật, hài hước, căng thẳng, cảnh tượng trực quan và những điều ghê rợn".
Craig Lines của Den of Geek viết rằng Tân Thục Sơn kiếm hiệp "là một bộ phim quan trọng cho phong trào 'Làn sóng mới' của điện ảnh Hồng Kông đã cách mạng hóa ngành công nghiệp này vào cuối thập niên 1970", đặc trưng bởi "các nhà làm phim trẻ [những người] đã thoát khỏi hệ thống studio truyền thống để tạo ra những bộ phim kỳ lạ, tràn đầy năng lượng và mang tính thử nghiệm". Lines ca ngợi màn diễn xuất của các diễn viên và chỉ đạo võ thuật, đồng thời ghi nhận "thông điệp ấm áp, đầy tình cảm về lòng nhân ái và  sự tán thưởng" của bộ phim này".
Tân Thục Sơn kiếm hiệp được coi là có ảnh hưởng đến bộ phim năm 1986 Big Trouble in Little China của John Carpenter.

## Truyền thông
Bản DVD tại Vương quốc Liên hiệp Anh của Hong Kong Legends có phần bình luận bằng âm thanh với Từ Khắc và nhà phê bình phim Bey Logan.
Bản DVD tại Hồng Kông của Fortune Star Media có phiên bản tiếng Quảng Đông của đoạn giới thiệu phim, cũng như một cuộc phỏng vấn với nam diễn viên Nguyên Bưu.